# Destiny Tour
Destiny Tour – trasa koncertowa The Jacksons promująca album Destiny. Rozpoczęła się 22 stycznia 1979 roku koncertem inauguracyjnym w Bremie, następnie bracia zagrali koncerty w krajach takich jak Wielka Brytania, Holandia, Francja i Kenia. 14 kwietnia 1979 roku w Cleveland w stanie Ohio rozpoczęli amerykańską część trasy, w trakcie której odwiedzili około 80 miast. Trasa zakończyła się koncertem w Waszyngtonie 26 września 1979 roku.

## Lista utworów
pierwszy etap
1. „Dancing Machine”
2. „Things I Do For You”
3. „Ben”
4. „Keep On Dancing”
5. Jackson 5 Medley: 
  - „I Want You Back”
  - „ABC”
  - „The Love You Save”
6. „I'll Be There”
7. „Enjoy Yourself”
8. „Destiny”
9. „Show You the Way to Go”
10. „All Night Dancin'”
11. „Blame It On The Boogie”

drugi etap
1. „Dancing Machine”
2. „Things I Do For You”
3. „Off the Wall”
4. „Ben”
5. Jackson 5 Medley:
  - „I Want You Back”
  - „ABC”
  - „The Love You Save”
6. „I'll Be There”
7. „Rock with You”
8. „Enjoy Yourself”
9. „Don’t Stop ’Til You Get Enough”
10. „Shake Your Body (Down to the Ground)”

## Główni wykonawcy
- Jackie Jackson
- Tito Jackson
- Marlon Jackson
- Michael Jackson
- Randy Jackson

## Człownkowie zespołu
- Perkusja: Jonathan Moffett
- Bass: Michael McKinney
- Syntezator: Bill Wolfer
- Rogi: (East Coast Horns): Wesley Phillips, Cloris Grimes, Alan (Funt) Prater, Roderick (Mac) McMorris